# Regelbau 23

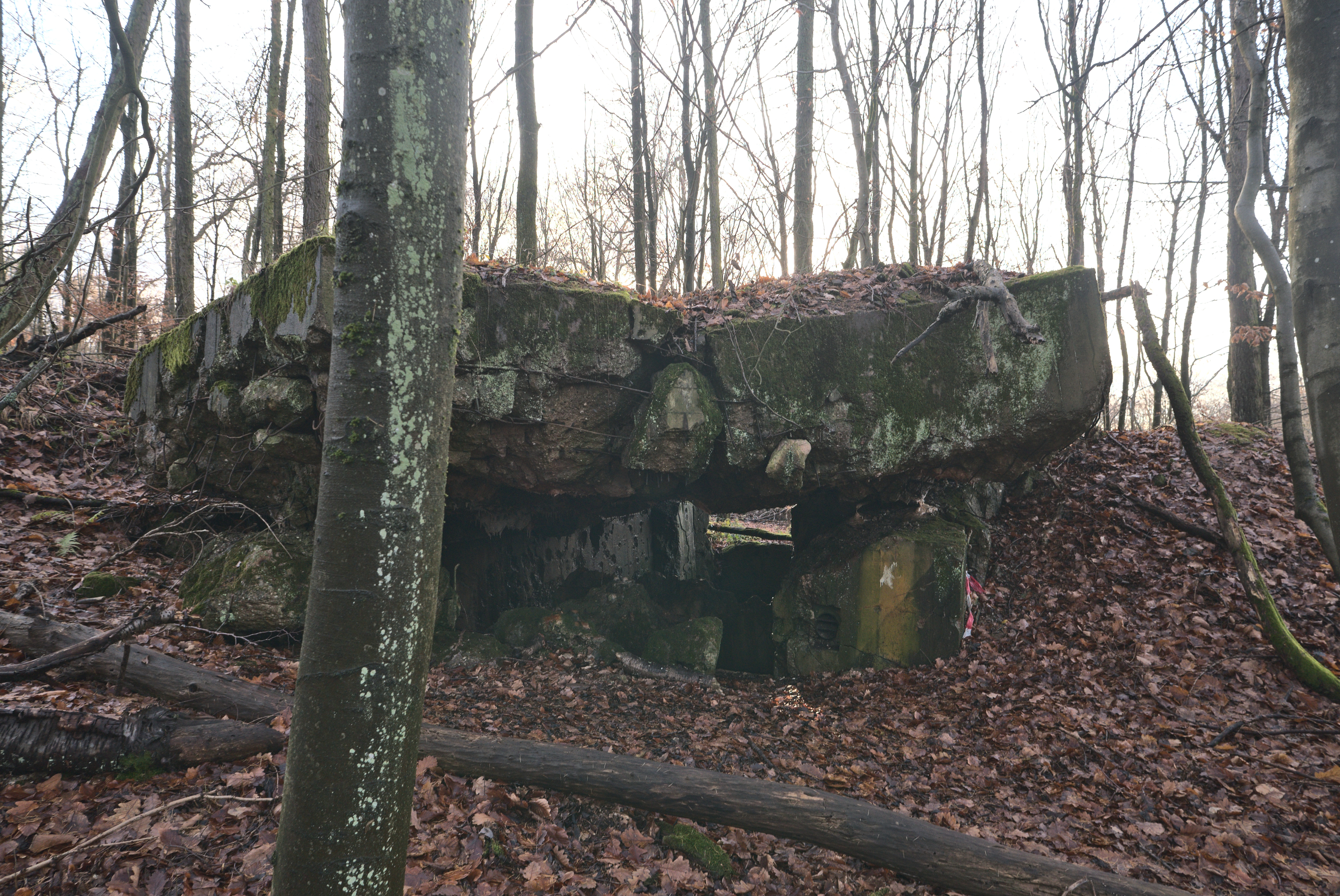
Vestiges d'une casemate de type Regelbau 23.

La casemate de type 23 est une casemate répondant au standard Regelbau. Sa mission était de servir d'abri pour une mitrailleuse.

## Construction
La casemate a été conçu à l’origine pour la Heer. 

## Architecture
Elle servait à abriter une mitrailleuse.

## Exemplaires
Un exemplaire est visible à Riegelsberg.